# Шахтный электровоз
Шахтный электровоз  (локомотив) — самоходное тяговое средство, приводимое в движение электрическими двигателями, получающими энергию от внешнего источника тока через контактную сеть или за счёт индуктивной связи, а также от собственных тяговых аккумуляторных батарей.
Шахтные электровозы предназначены для транспортировки составов вагонеток с грузом, материалами и/или людьми по железным дорогам узкой колеи (550—900 мм) с уклоном от 0,005 до 0,05 в подземных горных выработках, а также на поверхности шахт и рудников.

## Классификация шахтных электровозов
Шахтные электровозы классифицируются по:
- сцепному весу: электровозы лёгкого типа — от 2 до 7 т; среднего — от 7 до 10 т; тяжёлого — > 10 т;
- видам исполнения: электровозы рудничные нормальные — РН; рудничные повышенной надежности — РП; рудничные взрывобезопасные — РВ;
- роду энергии: электровозы постоянного тока, электровозы переменного тока повышенной частоты;
- способу подвода энергии: электровозы с автономным источником питания (аккумуляторные); электровозы с внешним источником питания (контактные или бесконтактные);
- по назначению: магистральные электровозы (для откатки грузов по главным откаточным выработкам); маневровые электровозы (для выполнения маневровых работ); вспомогательные или участковые электровозы (для работы на участковых вентиляционных и откаточных выработках).

Кроме того, шахтные электровозы различаются по:
- системе управления тяговыми двигателями;
- системе питания тяговых двигателей;
- способу торможения;
- расположению кабины;
- ширине колеи;
- конструкции рамы и т. д.

Выбор типа электровоза определяется технико-экономическим расчетом с учетом горнотехнических и горно-геологических условий эксплуатации на шахте.

## Направления совершенствования
Для удобства эксплуатации практически все электровозы одной весовой категории разных заводов унифицированы по большинству сборочных узлов. Некоторые типы электровозов, ранее выпускаемых машиностроительными заводами Украины и России, сняты с серийного производства, но продолжают эксплуатироваться на угольных шахтах.
Основное внимание при создании новых шахтных электровозов уделяется повышению скорости их движения; увеличению энергоёмкости аккумуляторных батарей; повышению тяговых и тормозных свойств; унификации узлов и деталей; обеспечению безопасности движения и комфортности работы машиниста.

## Производители шахтных электровозов
В настоящее время разработка и выпуск шахтных (рудничных) электровозов осуществляется на предприятиях:
- ОАО «Александровский машзавод» — контактные электровозы 7КРМ1, К14М, К10, К4;
- ЧАО ПКФ «Амплитуда» — аккумуляторные электровозы АРП8Т, 2АРП8Т, АРП5Т, АРП7Т, АРП2Т (аналоги АМ8Д, 2АМ8Д, 4,5АРП, 7АРП, АК-2У), АРВ5Т и контактные электровозы 4КА, 7КА, 10КА, 14КА (аналоги 7КР, К-10, К-14);
- ОАО «Дружковский машзавод» — аккумуляторные электровозы АВ8Т, АРВ10ГЭ, АМ8Д, 2АМ8Д, АРП10Г, АРП14 и контактные электровозы ЭК10Т, ЭК10Р;
- ОАО «Кыштымское машиностроительное объединение» — контактные электровозы ЭКРА-600;
- ОАО «Новочеркасский электровозостроительный завод» — аналог контактного электровоза К-10 под обозначением КН10;
- ОАО «Русская горно-насосная компания» (бывший ЗАО «Ясногорский машзавод») — аккумуляторные электровозы АРП7, АРВ7, А8, В8, 2А8, 2В8, А5,5.
- ООО Научно-производственное предприятие «Энергия" — аккумуляторные электровозы ЭРА-В10Д, ЭРА 900 В9, ЭРА 900 П8, ЭРА 600 В9, ЭРА 600 П8.
- ТОО «Казцинкмаш» (Республика Казахстан) — контактные электровозы К7Д, К14МА, К10М, К2.
- ООО «ПАПАЛЕО» — контактные электровозы с асинхронным приводом К10А, К10А-01, К14А, К20А.
- НПО «ДЭВЗ» (Украина) — контактные электровозы К14У, К10У.

## История шахтных электровозов в СССР в предвоенные годы
Первые шахты, которые начали возникать в Донбассе, были маленькими и примитивными. Откатка угля в них осуществлялась вручную. Постепенно с укрупнением рудников стали использовать лошадей. Появилась и шахтерская профессия — коногон, в обязанности которого входила транспортировка угля до шахтного ствола.
Как альтернатива «лошадиной откатке» начала применяться транспортировка угля с помощью канатов, так называемая «бесконечная откатка». Но широкого распространения она не получила.
С развитием электричества начали использовать электровозы, которые постепенно вытесняли конский труд из шахт. Первый рудничный локомотив создал немецкий инженер Сименс. В 1879 году на Германской промышленной выставке демонстрировался электровоз Сименса с тяговым усилием 3 тн. На выставке он катал посетителей по всей территории. Скорость составляла 6,5 км/ч, а питался локомотив от третьего рельса постоянным током напряжением 160 вольт.
Возможность перемещения грузов с помощью электромоторов привлекла к электровозам внимание многих горнопромышленных предприятий и фирм. В России первый рудничный электровоз появился в 1907 году. Привезли его из-за границы для уральской шахты «Княжеская». Чуть позже было закуплено ещё некоторое количество электровозов для работы на угольных копях.
В Донбассе впервые локомотивную откатку провели в 1921-23гг. Вначале на Брянском руднике вблизи Алчевска попробовали в работе три бензиновых локомотива, а на шахте Лидиевка — один электровоз. Затем в 1924 году произвели закупку партии электровозов во Франции. Они работали на шахтах Рутченковского рудоуправления и неплохо себя показали.
Производство шахтных электровозов советской промышленностью было начато в 1924—1925 гг. Краматорский завод изготовил несколько контактных электровозов, которые работали в шахте «Артем» Александро-Грушевского рудоуправления (г. Шахты, Ростовской обл.). Локомотивы были выполнены по типу промышленных электровозов с центрально расположенной кабиной машиниста. Мощность двигателей — 19,8 л. с., располагались они с внешней стороны осей, что позволяло иметь жёсткую базу — 1250 мм при общей длине конструкции — 4000 мм. Эксплуатация этих машин показала перспективность применения электровозов. На шахте резко сократилось количество несчастных случаев на транспорте (профессия коногона оказалась малоперспективной), себестоимость откатки уменьшилась в два раза, а производительность выросла на 70 %.
К началу 1930-х годов, а это было время индустриализации Советского Союза, на шахтах стал особенно заметен разрыв между потенциальной возможностью увеличения добычи и низкой пропускной способностью транспортных звеньев. Откатка нуждалась в механизации. Это было возможно только при серийном выпуске электровозов. Подготовка к выпуску ов началась на московском заводе «Динамо». Одновременно было закуплено 130 шахтных электровозов за границей.
В 1932 году советская промышленность выпустила 32 аккумуляторных электровоза. Но изготовление советской промышленностью подземных локомотивов не было достаточным и закупки электровозов за границей продолжались. Перелом в механизации шахтного транспорта произошел в годы второй и третьей советских пятилеток. К концу 1934 года советские электровозы составили уже 74 % общего количества и с этого года закупка зарубежных локомотивов прекратилась. А в Генеральном плане механизации шахт Донбасса электровозная откатка была признана основным видом транспорта для шахт. Другие виды откатки допускались, только при невозможности осуществления электровозной откатки или нецелесообразности её организации.
Первые рудничные аккумуляторные электровозы выпускал московский завод «Динамо» в кооперации с Подольским машиностроительным заводом, выпускавшим механическую часть. Сцепной вес электровозов составлял 6 — 6,5 т, они оборудовались двумя взрывобезопасными тяговыми двигателями в 15,8 кВт. Батарея ёмкостью 23,4 кВт·ч помещалась в ящике с противогазовой защитой. Ленинградский завод «Ленинская искра» изготавливал аккумуляторы, предприятие «Светлана» — ртутные выпрямители. Первые девять электровозов 1-АР-113 прошли обкатку на четырёх донецких шахтах в конце 1932 года. Каждая из машин заменила в среднем девять лошадей. Но качество аккумуляторных электровозов оставляло желать лучшего. Тогда в 1934 году организовали общественную критику, придумав такую форму, как Всесоюзный общественно-технический суд над шахтной электровозной откаткой, в ходе которого были вскрыты конструктивные недостатки электровозов, аккумуляторных батарей и зарядных устройств. До войны этот электровоз оставался основным на шахтах Донбасса.
Одновременно велись работы по созданию контактных электровозов. Они имели ряд несомненных преимуществ перед аккумуляторными, но круг их применения был узок из-за безопасности по взрывозащищенности. Испытания проводили на предприятиях криворожского треста «Руда». Завод «Динамо» разработал 6-тонный троллейно-кабельный электровоз 1-ЭТР-1 и 3-ЭТР-1 (они отличались разной шириной колеи). К концу 1935 года было выпущено 106 электровозов. После изменений в «Правилах безопасности» применение контактных электровозов в газовых шахтах первой и второй категорий разрешили на главных откаточных выработках, омываемых свежей струёй воздуха. К 1939 году они составляли 42,7 % из всех выпущенных 1140 советских электровозов.
Правительство наметило переход от частичной механизации угледобычи к комплексной механизации всех процессов. В это время разрыв между механизацией откатки и механизацией выемки и доставки заметно уменьшился. В 1940 г. электровозная откатка в общем грузопотоке подземного транспорта составляла 64,5 % против 5,5 % в 1932 г. Одновременно снизилась доля канатной откатки с 11,7 % до 9,1 %. Конная откатка применялась только на второстепенных откаточных выработках с небольшими грузопотоками. На 1 января 1941 года на шахтах Донецкого бассейна оставалось 5536 лошадей.
Успехи в механизации откаточных работ в Донецком бассейне были неразрывно связаны с применением малогабаритных контактных и аккумуляторных электровозов. Аккумуляторные — 1-АЛТ-1- выпустили в 1938 году, контактные — 1-ТЛ-1 — в 1939 году и к 1940 году их общее количество составляло 271 шт.
Проводились работы по улучшению и исправлению конструктивных недоработок уже выпускавшихся электровозов. В 1938 г. был изготовлен опытный образец контактного электровоза II-ТР, успешно прошедший испытания на шахте № 1 им. Челюскинцев г. Сталино и с января 1939 г. запущенный в серийное производство. Они заменили устаревшие электровозы типа ЭТР. В 1940 г. началось серийное производство аккумуляторных электровозов серии II-АР. В 1939—1941 гг. велись работы по выпуску тяжелых контактных локомотивов сцепным весом 14 тн.

## История шахтных электровозов в СССР в военные и послевоенные годы
Война поломала привычный ход жизни и качественно отбросила назад многих производителей. В годы войны Александровский машиностроительный завод (Пермская область, РСФСР) освоил выпуск десятитонных контактных электровозов Ю-10 для двух разных ширин колеи. В период восстановления угольной промышленности Донбасса на шахты стали поступать контактные электровозы Александровского завода: семитонные П-ТР-2Г, десятитонные Ю-10 и четырнадцатитонные — IV-ТР-4.
К началу восстановительных работ на шахтах Донбасса имелось 118 работающих электровозов, а это было меньше 10 % их довоенного количества. Подземная откатка стала узким местом, из-за неё задерживались восстановительные и эксплуатационные работы. Производство электровозов перенесли на Торецкий машиностроительный завод (г. Дружковка), московский завод «Динамо» производил только электрическую часть. В Дружковке в 1944 г. приступили к серийному выпуску аккумуляторных электровозов типов П-АР-1 и П-АР-2, конструкция которых была разработана ещё до войны.
Основание этого предприятия характерно для многих современных промышленных производств Донбасса. В августе 1920 г. на базе заводов Донецкого и Торецкого обществ был создан единый Торецкий сталелитейный и механический завод. Завод изготавливал оборудование для шахт и железных дорог.
В 1938 г. завод переходит в подчинение Наркомата угольной промышленности СССР и становится заводом угольного машиностроения. В начале 1941 г. завод имел в своем составе 24 цеха и изготавливал платформы на гусеничном ходу для торфяной промышленности; погрузочные машины АМ-2; экскаваторы системы Рикмана; породопогрузочные машины; запчасти к горным машинам; оборонную продукцию и пр.
Нападение Германии на СССР в 1941 г. прервало работу завода. 11 октября 1941 г. завершилась эвакуация завода в г. Александровск Пермской области, где он был быстро восстановлен и начал выпуск продукции для нужд фронта.
В октябре 1943 г., после освобождения Дружковки, началось восстановление машиностроительного завода. В послевоенные годы идет быстрое техническое перевооружение и реконструкция завода, строятся новые цехи. К началу 1945 г. завод был полностью восстановлен. В 1947—1948 гг. внедрена полуавтоматическая и автоматическая сварка в вагонеточном и стоечном производстве, создан участок отливки вагонеточных колес.
В 1949 году был разработан государственный стандарт на рудничные электровозы постоянного тока. Унифицированы конструкции электровозов. Разработаны технические, а затем и рабочие проекты электровозов 7КР, 10КР, 14КР, 8АРП и 12АРП. К началу 1950-х годов численность парка электровозов превысила довоенную. Увеличилась и номенклатура выпускаемых электровозов. В 1958—1962 гг. создаются мощные рудничные локомотивы, имеющие большой сцепной вес, большие скорости движения и полностью удовлетворяющие требованиям безопасности при работе в газовой среде. На Дружковском машиностроительном заводе был разработан малогабаритный электровоз 4,5АРП. Выпуск этих электровозов затем освоил Лаптевский машиностроительный завод. Дружковский завод совместно с МакНИИ разработал конструкцию аккумуляторного электровоза 5АРВ, с 1965 г. выпускавшийся серийно. Здесь впервые применили конструктивное дополнение: для исключения скопления водорода внутри батарейного ящика последний был снабжен палладиевым катализатором. Катализатор представлял нагретую палладиевую проволоку, на поверхности которой происходило беспламенное горение водорода. В это же время были выпущены опытные образцы 13-тонного аккумуляторного электровоза 13АРП, в котором была подпружинена рама, а сам электровоз имел две кабины управления.
Немного статистики. В 1966 г. на шахтах Донбасса для транспортных целей использовалось свыше 1850 наклонных выработок, общая протяженность выработок — 1400 км, из них более 400 км двухпутевых. Средняя численность рабочих подземного транспорта на 1000 тн суточной добычи составляла 101 человек. С 1960-х гг. рудничные электровозы оборудовались исключительно аккумуляторными элементами ТЖН-300, ТЖН-350, ТЖН-450, ТЖН-550 производства Луганского и Курского аккумуляторных заводов. Электровозы 8АРП и 10КР не уступали лучшим иностранным образцам, а тяжелые электровозы 14 КР-1 по многим техническим характеристикам их превосходили.